# 硫氧化氫
硫氧化氫，又稱巰氧化氫（英語：hydrogen thioperoxide），是一種無機化合物，其化學式為H2SO，亦可計為H2OS、SOH2或HOSH，其結構類似於過氧化氫與二硫化氫。硫氧化氫具有類似硫化氫的難聞氣味，常溫下易分解，由於氧的電負度較大，因此較容易分解為水和硫元素。

## 結構
硫氧化氫的結構類似於過氧化氫與二硫化氫，中心由硫原子氧原子組成，外面有兩個氫原子，即將過氧化氫其中一個氧原子替換為硫。但是分子的鍵角不同，硫氧化氫有接近垂直的鍵角，大於二硫化氫。OSH鍵角約為98.57度，但HOS鍵角略大於OSH鍵角，因此硫氧化氫是一個不對稱的分子。
硫氧化氫的分子歪斜角為90.71°，略大於H2S2分子的90.6°，小於H2O2的115.5°；而硫氧鍵長為1.66埃，略大於過氧化氫的1.49埃、小於二硫化氫的2.055埃。另外，硫氧化氫同時具有過氧化氫的氫氧鍵和二硫化氫的硫氫鍵，但鍵長皆不相同，該分子的硫氫鍵長1.342埃，略短於二硫化氫的1.352埃；氫氧鍵0.96埃，略短於過氧化氫的0.97埃。

## 歷史
在1973就有人推測硫氧化氫的結構，尚未有人合成進行實際的實驗，1977年有學者使用硫化氫的結構進行推測。1994年，硫氧化氫首次被合成，並提出實驗報告，2003年，有人使用有機合成的方法制備硫氧化氫，並觀測其旋轉扭頻譜，之後亦有研究硫氧化氘的相關實驗報告
，2006年，已利用紅外線光譜確定硫氧化氫的結構與過氧化氫相似。

## 制備
可利用二叔丁基亞碸（Di-tert-butylsulfoxide）
的裂解反應制備，首先將二叔丁基亞碸加熱至500度，使一個叔丁基發生斷裂，自由基將亞碸轉變成次磺酸，而得到叔丁基次磺酸（tert-Butylsulfenic acid）
為制備硫氧化氫的中間產物，然後再加熱至1200度，使叔丁基發生斷裂，並且被氫取代而得到硫氧化氫。
亦可以利用對重水與硫化氘放電使其發生反應，但是製成的硫氧化氫是同位素的硫氧化氘：
D2O + D2S → D2SO + D2
若使用一般的水（H2O）的話反應無法進行，平衡會向左移動。
亦可以使用半重水與硫反應制備：
8 HDO + S8 → 8 HDSO